# 無尾白斑鳳蝶
無尾白斑鳳蝶（Papilio castor）也稱無尾黃紋鳳蝶、無尾螣蝶、無尾白斑鳳蝶，是鳳蝶屬中的一種蝴蝶。

## 描述
中型鳳蝶，體色黑褐，胸側有白斑，腹部有數列白點。後翅無明顯尾突。雄蝶翅面黑褐，後翅具明顯白斑。雌蝶色澤較淺，斑紋變異大，少斑者近似雄蝶，多斑者前翅中室端有白點，外緣並有兩列小白點。

## 分布
本種分布於印度東北部以及緬甸、孟加拉和東南亞地區。
台灣地區於中低海拔地區可見。

## 生態習性
本種幼蟲以芸香科植物，如石苓舅等為食，一年多世代，多以蛹態越冬，但溫暖地區冬季亦可見。

## 資料來源
1. ↑  徐堉峰, 黃嘉龍, 梁家源. . 農業部林業及自然保育署. ISBN 9789860551570.
2. ↑  徐堉峰. . 台中市: 晨星出版社. 2013. ISBN 978-986-177-669-9.

## 外部連結
- 维基共享资源上的相關多媒體資源：無尾白斑鳳蝶